# Голобрдже
Голобрдже (серб. Голобрђе / Golobrđe) — село в общине Билеча Республики Сербской Боснии и Герцеговины. Население составляет 29 человек по переписи 2013 года.

## Население[3]
По данным переписи населения с 1961 по 1991 годы, в селе проживали исключительно сербы. Данные населения по годам:
- 1961 год — 86 человек;
- 1971 год — 90 человек;
- 1981 год — 72 человека;
- 1991 год — 69 человек.